# Warren Reynolds
Warren Alfred Reynolds (Toronto, 26 maggio 1936) è un ex cestista canadese.

## Carriera
Con il Canada ha disputato i Giochi olimpici di Tokyo 1964.